# Casa del Obispo Colombres

El museo Casa del Obispo Colombres, es una casa museo ubicada en San Miguel de Tucumán, Argentina.

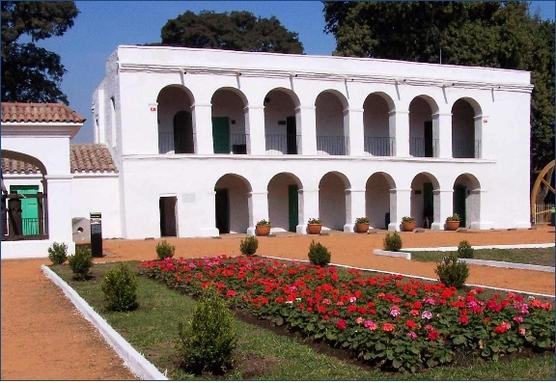
Frente del Museo

Conocida también como Museo de la Industria Azucarera Obispo Colombres.
La Casa del Obispo Colombres, es uno de los más interesantes ejemplos de casonas coloniales de fines del siglo XVIII. Consta de dos plantas con escaleras de vigas de quebracho que datan de su época de construcción. El lugar fue restaurado por última vez alrededor de 1913.
Fue el Obispo José Eusebio Colombres, ilustre religioso tucumano, congresal de 1816 y refundador de la industria azucarera en la provincia quien desarrolló una labor destacada en esta área. Este religioso instaló en 1821 el primer trapiche azucarero que hubo en Tucumán realizado en madera de quebracho.
En la década de 1950 llegaron a funcionar en la provincia 26 ingenios dedicados a la molienda del azúcar.
En sus salas se puede conocer los comienzos de la industria azucarera y su evolución en Tucumán, actividad que marcó el pulso de la historia económica de la provincia.
Muy cerca de la casa se alza el primer trapiche azucarero que hubo en Tucumán, construido en madera de quebracho, se trata de lo que quedó de la fábrica que el presbítero hizo instalar en su finca, dando así origen a la primera industria del norte del país.
En una construcción contigua se guardan las viejas pailas, las cucharas y el calicanto. Próximo a una de las paredes laterales de la vivienda está instalado el trapiche a vapor que reemplazara al anterior en los últimos años del siglo pasado.
En su interior se conservan los muebles que pertenecieron su dueño, el Obispo Eusebio Colombres, también algunos retratos de próceres argentinos pintados por Lola Mora y colecciones de monedas y billetes antiguos.

## La Casa
La Casa es el edificio principal que domina todo el conjunto incluyendo el patio de labor. Las construcciones secundarias, la cocina y el galpón, se suman a este complejo productivo. De arquitectura sencilla, presenta una fachada de dos niveles que constituye una de sus características representativas y la convierte en la vivienda de altos suburbana más antigua de la ciudad.
Las técnicas de los materiales constructivos son utilizadas tradicionalmente desde época colonial. En la casa principal predomina la utilización de ladrillos tanto en pisos, cimientos y muros aunque también existen algunos sectores con adobe. Los revoques son de barro y la pintura es de cal.

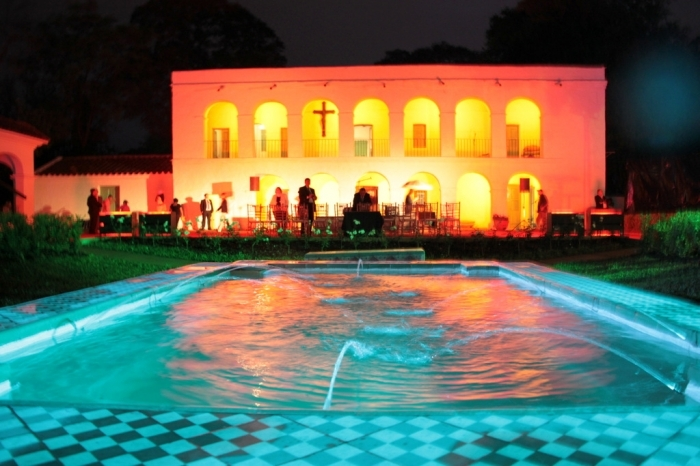
Museo de Noche

Los pisos son de madera, al igual que la estructura de la cubierta resuelta con tejuelas cerámicas que originalmente constituía una azotea plana.
El conjunto de la Casa Quinta Colombres se construyó a principios del siglo XIX en las entonces afueras de la ciudad, en las proximidades del Río Salí que por sus características topográficas fue conocida como “El Bajo”.
A principios del siglo XX esta área se encontraba ocupada por varias chacras y quintas, las cuales fueron expropiadas por el Gobierno Provincial con el fin de construir un paseo público.
Hoy esta Casa Museo se encuentra emplazada en el Parque 9 de Julio, inaugurado durante los festejos del Centenario, en 1916.
La forestación y ornamentación fue realizada según un proyecto del destacado arquitecto y paisajista francés Charles Thays.

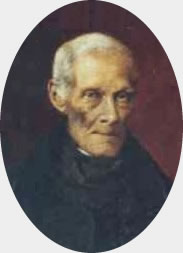
José Eusebio Colombres

La casa fue declarada Monumento Histórico Nacional por decreto 98.076 del 12 de agosto de 1941.